# Christina Cronström
Christina Hanssen Cronström, född 1632, död 1708, var en svensk brukspatron. 
Hon var dotter till klädeshandlaren i Stockholm Petter Hanssen. Hon gifte sig den 16 februari 1650 med Isaac Cronström. 
Efter sin makes död 1679 övertog hon hans betydande affärs- och bruksverksamheter, bland annat Skultuna Messingsbruk. Christina Hanssen hade själv begränsade kunskaper om drift av ett mässingsbruk, men verkar huvudsakligen ha knutit till sig goda medarbetare. Under hennes tid blev delägarna tvungna att hindra att ägarskapet gick från dem i samband med reduktionen. Det misslyckades dock och 1693 drogs bruket in till kronan. Christina Hanssen fick dock behålla Hägervallen med sätesfrihet; något som kom att leda till konflikter med de nya bruksarrendatorerna. Kammarkollegiet försökte övertala Christina Hanssen att fortsätta arrendera bruket, men man misslyckades. Möjligen hade hon för avsikt att förhandla till sig goda villkor för att ha blivit av med bruket och då en ny arrendator troligen skulle bli svår att finna. Man lyckades dock redan 1693 få tag på holländaren Anders Struys som varit kamrer hos Maria Sofia De la Gardie. I själva verket var han endast bulvan för Abel Reenstierna. Att denne inte personligen trädde fram från början var troligen att han inte ville stöta sig med Christina Hanssen; han var systerson till hennes avlidne man.